# Tomasz Rayski
Tomasz Jan Nepomucen Wit Rayski (říjen 1811 Lvov – 21. března 1885 Vídeň) byl rakouský právník a politik polské národnosti z Haliče, v 2. polovině 19. století poslanec Říšské rady.

## Biografie
Působil jako advokát, publicista. Byl radním města Lvova. Narodil se v říjnu 1811 ve Lvově. 14. října 1811 byl pokřtěn. Studoval soukromě, pak vychodil gymnázium ve Lvově. Od roku 1826 studoval práva na Lvovské univerzitě. Zapojil se do studentských spolků a účastnil se literárních kroužků. Studia dokončil roku 1833 nebo 1834. Působil pak jako konceptní praktikant na místní prokuratuře. 6. února 1836 získal titul doktora práva. Byl členem vlastenecké organizace Stowarzyszenie Ludu Polskiego. 18. června 1839 se stal advokátem a soudním překladatelem. V roce 1841 byl obviněn z příslušnosti k ilegální organizaci a počátkem roku 1842 byl uvězněn. Čtyři roky pak byl v žaláři.
21. ledna 1845 byl odsouzen k trestu smrti, ale brzy nato byl omilostněn. Nemohl se ovšem vrátit k výkonu advokacie. To se mu podařilo až roku 1848. Během revolučního roku 1848 byl členem ústředního polského orgánu Rada Narodowa Lwowska. Spolupracoval s listem Dziennik Narodowy. V jeho lvovském domě se konaly časté schůzky polských vlastenců. Byl povolán do vládní komise pro reformu rakouského soudnictví. V roce 1848 podnikl proto cesty do zahraničí. Od roku 1850 pracoval při šlechtickém soudu ve Lvově. 27. května 1851 se stal také ředitelem haličské spořitelny a 28. června téhož roku členem haličské hospodářské společnosti. Od roku 1861 až do roku 1874 zasedal ve lvovské městské radě. Od března 1862 zasedal ve vedení lvovské advokátní komory. Roku 1861 získal publicitu jako právní zástupce v procesu proti listu Przegląd Powszechny. Když v roce 1863 vypuklo protiruské lednové povstání, zapojil se do jeho tajných struktur. V roce 1864 vedl výbor pro pomoc polským uprchlíkům. Pro své povstalecké aktivity čelil od rakouských úřadů represím.
Vypracoval statut města Lvova. Společně s Leszkem Duninem-Borkowskim založil lvovskou společnost přátel krásných umění. Byl až do své smrti jejím místopředsedou. V letech 1876–1885 spolupracoval s listem Przegląd Sądowy i Administracyjny. Byl také členem okresní rady ve městě Rudki. Zasedal jako poslanec Haličského zemského sněmu.
Působil i jako poslanec Říšské rady (celostátního parlamentu Předlitavska), kde usedl v doplňovacích volbách roku 1881 za kurii velkostatkářskou v Haliči. Slib složil 14. března 1881. Ve volebním období 1879–1885 se uvádí jako Dr. Thomas Rayski, advokát a statkář, bytem Lvov. Patřil mezi polské národní poslance. Reprezentoval parlamentní Polský klub. V rámci polské politické scény patřil do okruhu lvovských demokratů, vedených Otto Hausnerem.
Vlastním nákladem vydal vzpomínky pamětníků na polské povstání z počátku 30. let 19. století. Publikoval rovněž spis o polsko-ruských vztazích.
Zemřel v březnu 1885 ve Vídni. Pohřben byl ve Lvově.